# ベンクト (小惑星)
ベンクト (1846 Bengt) は小惑星帯に位置する小惑星である。オランダ、ライデン天文台のファン・ハウテン夫妻と、アメリカ、パロマー天文台のトム・ゲーレルスが発見した。"Bengts hest"としても知られている。
デンマークの天体物理学者ベンクト・ストレームグレンから命名された。